# Ông Đồng Hòa
Ông Đồng Hòa (chữ Hán: 翁同龢1830 - 1904; tục gọi là Thầy Hòa; tên tự là Chú Bình, hiệu là Tùng Thiện, vãn hiệu là Bình Am Cư sĩ, quê quán Thường Thục, Giang Tô, Trung Quốc) là trạng nguyên, nhà thư pháp và đại thần triều đình nhà Thanh. Ông làm quan tới bộ Hộ, Thượng thư Công bộ, Quân cơ đại thần kiêm Tổng lý các Quốc sự vụ Nha môn đại thần trải qua hai đời vua Đồng Trị và Quang Tự.

## Tiểu sử
Ông Đồng Hoà sinh vào ngày 27 tháng 4 (âm lịch) năm Đạo Quang thứ 10 (1830), trong gia đình hiển hách. Cha ông là Ông Tâm Tồn là tiến sĩ dưới thời vua Đạo Quang, đại học sĩ dưới hai đời vua Hàm Phong và vua Đồng Trị, trong những năm đầu ông làm thầy dạy học tại Thượng thư phòng của vua Hàm Phong, Cung Thân vương Dịch Hân, Huệ Thân vương Miên Du. Trong những năm cuối đời, ông dạy học cho vua Đồng Trị tại điện Hoằng Đức (弘德殿).
Anh trai của Ông Đồng Hoà là Ông Đồng Thư, đỗ tiến sĩ thời vua Đạo Quang, làm quan tới chức Tuần phủ An Huy, sau bị Lý Hồng Chương hặc tội và đày ải.
Thuở nhỏ, ông hoàn thành giáo dục quốc học do mẹ và chị gái dạy dỗ. Lớn lên, ông lấy vợ là phu nhân họ Đường, người thiếp họ Lục. Vào năm Đạo Quang thứ 29 (1849), ông đã tham gia kỳ thi Tam giáp, năm Hàm Phong thứ 6 (1856) đỗ Trạng nguyên, nhận tu soạn Hàn Lâm Viện，trước đó giữ chức học chính Thiểm Tây, hồi kinh dưỡng bệnh.
Vào tháng 10 năm Đồng Trị thứ 12 (1873), có vụ án oan của cử nhân Dương Nãi Vũ và thiếu phụ Tiểu Bạch Thái, chính Ông Đồng Hoà là người đã phát hiện ra nhiều điểm đáng nghi, sau đó tâu lên Hoàng đế Đồng Trị hạ lệnh điều tra lại vụ án, trong số đó có liên quan đến đấu tranh quyền lực giữa "Lưỡng hồ phái" và "Giang Chiết phái".
Năm 1850, ông đến Bắc Kinh thi, đỗ đầu cả hai kỳ thi là Cống thi và Bạt cống, được bổ làm quan.
Năm 1856, ông đỗ Trạng nguyên lúc 26 tuổi, được cử làm Sư phó dạy Hoàng đế Đồng Trị, rồi sau đó dạy Hoàng đế Quang Tự. Ngoài ra, ông cũng đã từng giữ chức Thượng thư bộ Hình, Thượng thư bộ Hộ, và hai lần tham gia bộ Quân cơ xứ.

### Tham gia biến pháp
Tháng 7 năm 1894, quân đội Nhật Bản không tuyên chiến đã tấn công và đánh chìm quân hạm của Trung Quốc gần A San (tức Nha Sơn thuộc Triều Tiên). Sau đó, quân đội nhà Thanh còn đại bại trước quân đội Nhật thêm mấy trận nữa.
Bị một nước nhỏ là Nhật Bản đánh thua, nhiều kẻ sĩ Trung Quốc bỗng thức tỉnh. Họ nhận ra rằng cần mà phải thay đổi chế độ và duy tân mọi mặt mới chấn hưng được nước nhà. Trong số ấy, có Khang Hữu Vi và Lương Khải Siêu (học trò ông Vi) là người hăng hái nhất.
Sau vài lần dâng thư lên Hoàng đế Quang Tự xin biến pháp duy tân (gọi vắn là biến pháp), bị các đình thần không đồng tình ém nhẹm, tháng 6 năm 1896, thầy trò Khang Hữu Vi lại dâng thư lần nữa. Lần này nhờ có Ông Đồng Hòa (đang làm Thượng thư bộ Hộ, hàm Hiệp bạn Đại học sĩ) tiến cử nên thành công. 
Tuy nhiên, mãi đến ngày 11 tháng 6 năm Quang Tự thứ 28 (1898), công cuộc biến pháp mới chính thức khởi sự, bằng hàng loạt các sắc lệnh của Hoàng đế, như mở trường học, làm đường sắt, cải cách chế độ thi cử, giảm biên chế các tổ chức hành chính, luyện tập quân đội theo lối mới, v.v...Đúng là "toàn biến" và "tốc biến" như khẩu hiệu đã đề ra.
Thế nhưng, chỉ 4 ngày sau, thì vấp phải sự chống đối của phái Hậu đảng, tức phe phái của Thái hậu Từ Hi. Biết Ông Đồng Hòa là người tích cực trong phái Duy tân và là người đứng đầu Đế đảng (tức phe phái của Hoàng đế, nhưng không có thực quyền) , Thái hậu Từ Hi liền buộc Hoàng đế Quang Tự phải treo hết chức tước của ông, đồng thời cho ông về quê.
Sau đó dựa vào lực lượng quân đội của Vinh Lộc (Tổng đốc Trực Lệ), bà ra lệnh bắt giam Hoàng đế Quang Tự và các thành viên đứng đầu phái Duy Tân, đồng thời cho bãi bỏ hết những cải cách mà Hoàng đế vừa ban ra. Sử gọi vụ đấy là Chính biến Mậu Tuất (1898), là Bách nhật duy tân (Cuộc cải cách trăm ngày).

### Bị quản thúc rồi mất

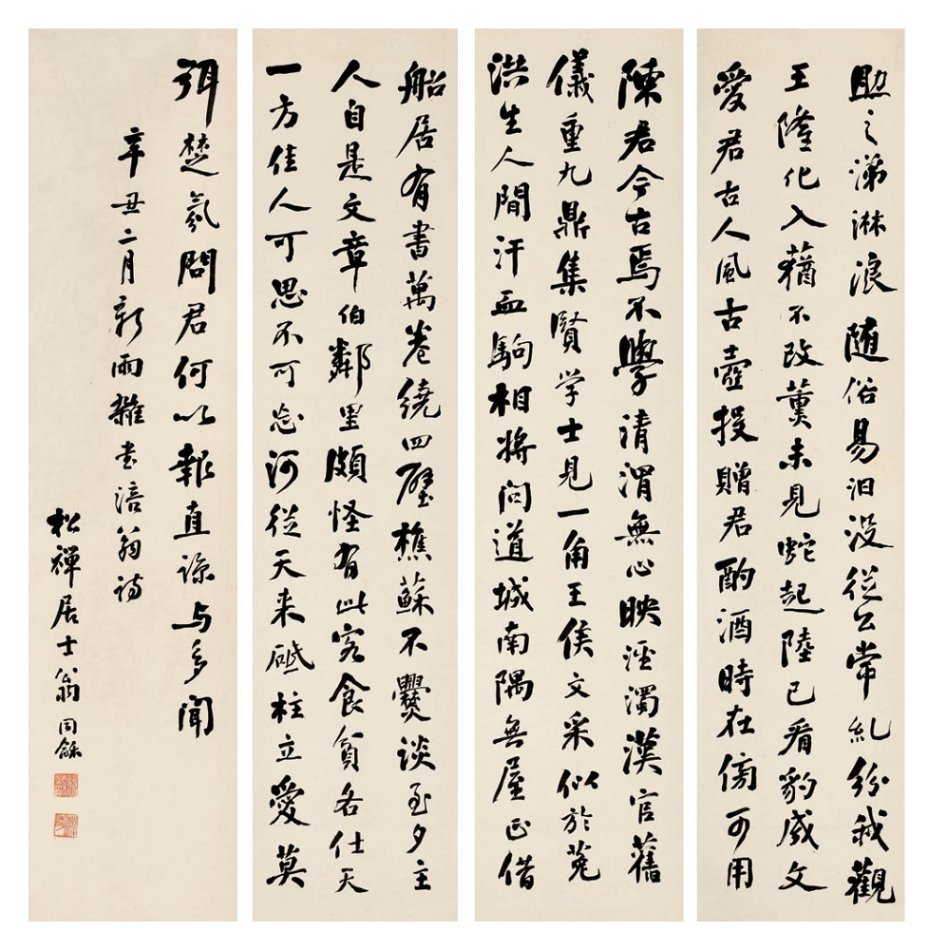
Thư pháp của Ông Đồng Hòa

Sau khi Ông Đồng Hòa trở về quê nhà ở huyện Thường Thục, tháng 12 năm ấy (1898), Thái hậu Từ Hi lại hạ chỉ cho ông, trong đó có đoạn:
Trước đây lệnh cho treo chức về quê thực chưa đủ để xóa tội. Nay cách chức Ông Đồng Hòa, vĩnh viễn không cho vào triều, giao cho quan địa phương quản thúc chặt chẽ để răn đe các đại thần còn rắp tăm làm những điều xấu xa nguy hiểm .
Kể từ đó, ông luôn bị các quan lại địa phương kìm kẹp, lại thêm sinh tế quẫn bách và bệnh tật giày vò, Ông Đồng Hòa mất ngày 21 tháng 5 (âm lịch) năm Giáp Thìn (1904), thọ 74 tuổi.
Trước khi mất, Ông Đồng Hòa đã đọc cho những người thân nghe một bài tuyệt cú như sau:
| Lục thập niên trung sự Thê lương đáo cái quan Bất tương lưỡng hàng lệ Khinh vị nhữ tào đàn. | Tạm dịch: Sự thế sáu mươi năm Thê lương đến nhập quan Vì mọi người, chẳng thể Khinh suất để lệ tràn. |

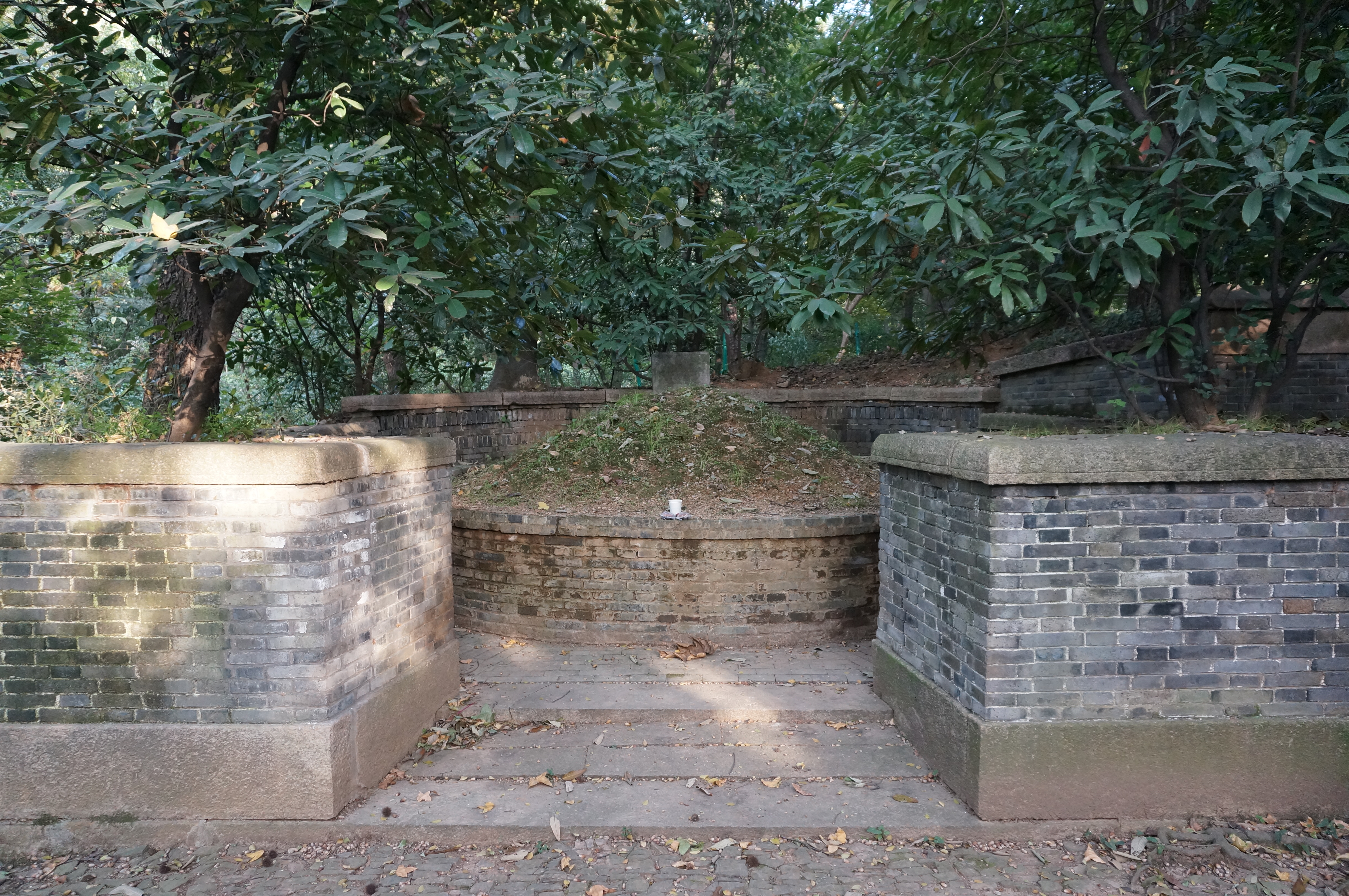
Mộ của Ông Đồng Hòa

Năm Tuyển Thống nguyên niên (1909), Ông Đồng Hòa chính thức được sửa lại án sai, truy phục quan hàm và truy thụy "Văn Cung" (文恭).

## Tác phẩm
- Bình lư thi cảo (瓶庐诗稿)
- Ông Văn Cung Công nhật ký (翁文恭公日记)
- Ông Văn Cung Công Quân cơ xứ nhật ký (翁文恭公军机处日记)

## Sách tham khảo
- Phổ Nghi, Phổ Nghi - Nửa đời đã qua (hồi ký). Nhà xuất bản Thanh Niên, 2009.
- Vũ Dương Ninh - Nguyễn Văn Hồng, Lịch sử thế giới cận đại. Nhà xuất bản Giáo dục, 2008.
- Nguyễn Khắc Phi, Thơ văn cổ Trung Hoa - mảnh đất quen mà lạ. Nhà xuất bản Giáo dục, 1999.